# Біскупиці (Олеський повіт)
Біскупиці (пол. Biskupice, нім. Bischdorf, Bischdorf/Radlau) — село в Польщі, у гміні Радлув Олеського повіту Опольського воєводства.
Населення — 527 осіб (2011).
У 1975-1998 роках село належало до Ченстоховського воєводства.

## Демографія
Демографічна структура станом на 31 березня 2011 року:
|          | Загалом | Допрацездатний вік | Працездатний вік | Постпрацездатний вік |
| -------- | ------- | ------------------ | ---------------- | -------------------- |
| Чоловіки | 256     | 35                 | 185              | 36                   |
| Жінки    | 271     | 43                 | 159              | 69                   |
| Разом    | 527     | 78                 | 344              | 105                  |